# Végtelen világok válsága
A Végtelen Világok Válsága (eredeti cím: Crisis on Infinite Earths) amerikai  akció-kaland televíziós crossover. Az Arrowverzum hatodik éves crossovere. A Supergirl, Batwoman és a Flash – A Villám részei 2019 decemberében, A zöld íjász és A holnap legendái részei 2020 januárjában kerültek adásba. A Fekete Villám sorozat epizód eseményei Ellenállás: Negyedik fejezet: Krízis a Földön a 2. és 3. részek közt zajlik. A történet a DC Comics azonos nevű, 12 részes Crisis on Infinite Earths képregény alapján készült. Az Egyesült Államokban a The CW Television Network sugározta 2019. december 8. és 2020. január 14. között.

## Szereplők

### Főszereplők
| Kara Danvers                                       | Melissa Benoist         | Gáspár Kata                                                 | Fő              | Vendég     | Vendég | Vendég          | Vendég |
| Kate Kane                                          | Ruby Rose               | Pálmai Anna (2.rész) Sipos Eszter Anna (1, 3-5. rész)       | Vendég          | Fő         | Vendég | Vendég          | Vendég |
| Barry Allen                                        | Grant Gustin            | Szabó Máté (1, 3-5.rész) Jéger Zsombor (2. rész)            | Vendég          | Vendég     | Fő     | Vendég          | Vendég |
| Oliver Queen                                       | Stephen Amell           | Bozsó Péter                                                 | Vendég          | Vendég     | Vendég | Fő              | Hang   |
| Oliver Queen (Föld-16)                             | Stephen Amell           | Bozsó Péter                                                 | Vendég          |            |        |                 |        |
| Sara Lance                                         | Caity Lotz              | Nemes Takách Kata (1, 3-5.rész) Földes Eszter (2. rész)     | Vendég          | Vendég     | Vendég | Vendég          | Fő     |
| Lex Luthor                                         | Jon Cryer               | Fekete Zoltán                                               | Visszaemlékezés | Vendég     | Vendég | Vendég          | Vendég |
| J'onn J'onzz                                       | David Harewood          | Háda János                                                  | Fő              |            | Vendég | Vendég          | Vendég |
| Ryan Choi                                          | Osric Chau              |                                                             |                 |            | Vendég | Vendég          | Vendég |
| Ray Palmer                                         | Brandon Routh           | Pál Tamás                                                   | Vendég          | Vendég     | Vendég | Visszaemlékezés | Fő     |
| Clark Kent (Föld 96)                               | Brandon Routh           | Pál Tamás                                                   |                 | Vendég     | Vendég |                 | Cameo  |
| Clark Kent                                         | Tyler Hoechlin          | Szatory Dávid                                               | Vendég          | Vendég     | Vendég | Visszaemlékezés | Vendég |
| Lois Lane                                          | Elizabeth Tulloch       | Mórocz Adrienn (1. és 3. rész) Haffner Anikó (2. és 5.rész) | Vendég          | Vendég     | Vendég | Visszaemlékezés | Vendég |
| Mia Smoak                                          | Katherine McNamara      |                                                             | Vendég          | Vendég     | Vendég |                 |        |
| John Constantine                                   | Matt Ryan               | Pál András (2.rész) Szakács Tibor (3. rész)                 |                 | Vendég     | Vendég |                 |        |
| Alex Danvers                                       | Chyler Leigh            | Varga Gabriella                                             | Fő              |            |        |                 | Vendég |
| Nia Nal                                            | Nicole Maines           | Bogdányi Titanilla                                          | Fő              |            |        |                 | Vendég |
| Kelly Olsen                                        | Azie Tesfai             | Nagy Katica                                                 | Fő              |            |        |                 |        |
| Lena Luthor                                        | Katie McGrath           | Balogh Anna                                                 | Fő              |            |        |                 |        |
| Querl Dox / Észlény (Brainiac-5)                   | Jesse Rath              | Jéger Zsombor                                               | Fő              |            |        |                 |        |
| Dr. Caitlin Snow                                   | Danielle Panabaker      | Mezei Kitty                                                 |                 |            | Fő     |                 | Vendég |
| Cisco Ramon                                        | Carlos Valdes           | Czető Roland                                                |                 |            | Fő     |                 |        |
| Ralph Dibny                                        | Hartley Sawyer          |                                                             |                 |            | Fő     |                 |        |
| Jefferson Pierce                                   | Cress Williams          | Maday Gábor                                                 |                 |            | Vendég |                 | Vendég |
| Iris West-Allen                                    | Candice Patton          | Szilágyi Csenge                                             |                 | Vendég     | Fő     |                 |        |
| John Diggle                                        | David Ramsey            | Epres Attila                                                |                 | Megemlítve | Vendég | Visszaemlékezés | Vendég |
| Lyla Michaels                                      | Audrey Marie Anderson   | Román Judit                                                 | Vendég          | Vendég     | Vendég |                 | Vendég |
| Nash Wells                                         | Tom Cavanagh            | Debreczeny Csaba                                            | Vendég          |            | Fő     |                 | Vendég |
| Mick Rory                                          | Dominic Purcell         | László Zsolt                                                |                 |            |        |                 | Fő     |
| Mick Rory (Föld 74)                                | Dominic Purcell         | Galambos Péter                                              |                 | Vendég     | Vendég |                 |        |
| Ava Sharpe                                         | Jes Macallan            | Bertalan Ágnes                                              |                 |            |        |                 | Fő     |
| Nathaniel 'Nate' Heywood                           | Nick Zano               | Széles Tamás                                                |                 |            |        |                 | Fő     |
| Rene Ramirez                                       | Rick Gonzalez           |                                                             |                 |            |        |                 | Vendég |
| Dinah Drake                                        | Juliana Harkavy         |                                                             |                 |            |        |                 | Vendég |
| Leonard Mesterséges Intelligencia (Föld 74) (hang) | Wentworth Miller (hang) | Zámbori Soma                                                |                 | Vendég     | Vendég |                 |        |
| Jim Corrigan                                       | Stephen Lobo            |                                                             |                 |            | Vendég | Vendég          |        |
| Mar Novu / Monitor                                 | LaMonica Garrett        | Janicsek Péter                                              | Fő              | Fő         | Fő     | Fő              |        |
| Anti-Monitor                                       | LaMonica Garrett        | Janicsek Péter                                              | Megemlítve      | Fő         | Fő     | Fő              | Fő     |

### Vendég- és mellékszereplők
| Szereplő                                      | Színész                | Magyar hang     | Részek  |
| --------------------------------------------- | ---------------------- | --------------- | ------- |
| Alura Zor-El (Föld 38)                        | Erica Durance          |                 | 1. Rész |
| Világvége tiltakozó (Föld 38)                 | Wil Wheaton            |                 | 1. Rész |
| Kérdezz-felelek Házigazda (Föld 1)            | Griffin Newman         |                 | 1. Rész |
| Clark Kent (Föld 167)                         | Tom Welling            | Markovics Tamás | 2. Rész |
| Lois Lane (Föld 167)                          | Erica Durance          | Sánta Annamária | 2. Rész |
| Bruce Wayne (Föld 99)                         | Kevin Conroy           | Epres Attila    | 2. Rész |
| Luke Fox (Föld 99)                            | Camrus Johnson         | Baráth István   | 2. Rész |
| Jonah Hex (Föld 18)                           | Johnathon Schaech      | Sarádi Zsolt    | 2. Rész |
| Helena Kyle (Föld 203)                        | Ashley Scott           | ?               | 3. Rész |
| Lucifer Morningstar (Föld 666)                | Tom Ellis              | ?               | 3. Rész |
| Flash (Föld 90)                               | John Wesley Shipp      | Rosta Sándor    | 3. Rész |
| Barry Allen (DC-moziuniverzum)                | Ezra Miller            |                 | 4. Rész |
| Joss Jackam / Időjárás Boszorkány (Első-Föld) | Reina Hardesty         |                 | 5. Rész |
| Sargon, a Varázsló (Első-Föld)                | Raúl Herrera           | Haagen Imre     | 5. Rész |
| Marv Wolfman                                  | Marv Wolfman           |                 | 5. Rész |
| Beebo (Első-Föld)                             | Benjamin Diskin (hang) | Szokol Péter    | 5. Rész |
| Az Egyesült Államok elnöke (Első-Föld)        | Eileen Pedde           | Bajza Viktória  | 5. Rész |

### Cameoszereplők
- Russell Tovey mint Ray Terrill[m 32] (X-Föld)
- Burt Ward mint Dick Grayson[m 33] (Föld 66)
- Robert Wuhl mint Alexander Knox (Föld 89)
- Dina Meyer mint Barbara Gordon hangja[m 34] (Föld 203)
- Amanda Pays mint Tina McGee (Föld 90)
- Brec Bassinger mint Courtney Whitmore [m 35] (Föld 2)
- Yvette Monreal mint Yolanda Montez [m 36] (Föld 2)
- Anjelika Washington mint Beth Chapel [m 37] (Föld 2)
- Cameron Gellman mint Rick Tyler [m 38] (Föld 2)
- Derek Mears mint Mocsárlény [m 39] (Föld 19)
- Teagan Croft mint Rachel Roth [m 40] (Föld 9)
- Curran Walters mint Jason Todd [m 41] (Föld 9)
- Alan Ritchson mint Hank Hall [m 42] (Föld 9)
- Minka Kelly mint Dawn Granger [m 43] (Föld 9)
- Anna Diop mint Koriand'r / Kory Anders [m 44] (Föld 9)
- Joivan Wade mint Victor "Vic" Stone[m 45] (Föld 21)
- April Bowlby mint Rita Farr / Gertrude Cramp [m 46]  (Föld 21)
- Diane Guerrero mint Zakkant Jane [m 47] (Föld 21)
- Riley Shanahan mint Cliff Steele [m 48] (Föld 21)
- Matthew Zuk mint Larry Trainor [m 49] (Föld 21)

## Epizódok
| Sor. | Év. | Cím                                                                   | Rendező    | Író                                                                            | Premier           | Nézettség   |
| ---- | --- | --------------------------------------------------------------------- | ---------- | ------------------------------------------------------------------------------ | ----------------- | ----------- |
| 96.  | 9.  | Végtelen világok válsága, 1. rész (Crisis on Infinite Earths, Part 1) | Jesse Warn | Történet: Robert Rovner & Marc Guggenheim Tévéjáték: Derek Simon & Jay Faerber | 2019. december 8. | 1,67 millió |

| Sor. | Év. | Cím                                                                   | Rendező      | Író                             | Premier                             | Nézettség   |
| ---- | --- | --------------------------------------------------------------------- | ------------ | ------------------------------- | ----------------------------------- | ----------- |
| 9.   | 9.  | Végtelen világok válsága, 2. rész (Crisis on Infinite Earths, Part 2) | Laura Belsey | Don Whitehead & Holly Henderson | 2019. december 9. 2020. február 16. | 1,71 millió |

| Sor. | Év. | Cím                                                                   | Rendező         | Író                                                             | Premier            | Nézettség   |
| ---- | --- | --------------------------------------------------------------------- | --------------- | --------------------------------------------------------------- | ------------------ | ----------- |
| 123. | 9.  | Végtelen világok válsága, 3. rész (Crisis on Infinite Earths, Part 3) | David McWhirter | Történet: Eric Wallace Tévéjáték: Lauren Certo & Sterling Gates | 2019. december 10. | 1,73 millió |

| Sor. | Év. | Cím                                                                   | Rendező     | Író                            | Premier          | Nézettség   |
| ---- | --- | --------------------------------------------------------------------- | ----------- | ------------------------------ | ---------------- | ----------- |
| 168. | 8.  | Végtelen világok válsága, 4. rész (Crisis on Infinite Earths, Part 4) | Glen Winter | Marc Guggenheim & Marv Wolfman | 2020. január 14. | 1,41 millió |

| Sor. | Év. | Cím                                                                   | Rendező       | Író                         | Premier                           | Nézettség   |
| ---- | --- | --------------------------------------------------------------------- | ------------- | --------------------------- | --------------------------------- | ----------- |
| 68.  | 1.  | Végtelen világok válsága, 5. rész (Crisis on Infinite Earths, Part 5) | Gregory Smith | Keto Shimizu & Ubah Mohamed | 2020. január 14. 2021. január 26. | 1,35 millió |

### Sorozatok
A crossover alap sorozatai
- A zöld íjász (2012-2020) - Föld-1 / Első-Föld
- Flash – A Villám (2014- ) - Föld-1 / Első-Föld
- Supergirl (2015-2021) - Föld-38 / Első-Föld
- A holnap legendái (2016-2022) - Föld-1 / Első-Föld
- Batwoman (2019-2022) - Föld-1 / Első-Föld

Mellék sorozatok
- Constantine (2014-2015) - Föld-1 / Első-Föld
- Fekete Villám (2018-2021) - Föld-TUD5 / Első-Föld
- Superman és Lois (2021- ) - Első-Föld

Cameo sorozatok
- Batman (1966-1968) – Föld-66
- Batman (1989) – Föld-89
- A Villám (1990-1991) – Föld-90
- Smallville (2001-2011) – Föld-167
- Birds of Prey (2002-2003) – Föld-203
- Superman visszatér (2006) – Föld-96
- Zöld Lámpás (2011) – Föld-12
- DC-moziuniverzum (2013-)
- Lucifer az Újvilágban (2016-2021) – Föld-666
- Titánok (2018-) – Föld-9
- Doom Patrol (2019-) – Föld-21
- Mocsárlény: A sorozat (2019) – Föld-19
- Stargirl (2020-) – Föld-2

## Crisis Aftermath
A Crisis Aftermath egy műsor volt, 2019. december 8.-án és 2019. december 10.-én sugározta a The CW, a Supergirl és a Flash – A Villám epizódok után. A műsor vezetője Kevin Smith volt.

## Érdekesség
- A zöld íjász 8x07 és Flash – A Villám 6x08 részek közvetlenül a crossover elött zajlanak.
- Lucifer cameoja öt évvel a Lucifer az Újvilágban sorozat eseményei előtt voltak.
- Tom Welling megismételte Clark Kent szerepét, aki korábban a Smallville című sorozatban alakította a karaktert, a sorozat óta eltelt években Clark feladta hatalmát.
- Erica Durance a crossoverben megismételte Lois Lane szerepét (a 2. részben), aki korábban a Smallville című sorozatban alakította a karaktert. Az 1. részben még Alura Zor-Elt, Kara Danvers édesanyját és Clark Kent nagynénjét játszotta.
- Brandon Routh megismételte Superman szerepét, aki korábban a 2006-os Superman visszatér című filmben alakította a karaktert.
- John Wesley Shipp utoljára játszotta az 1990-es Flash sorozat címszereplőjét.